# アプレゲール
アプレゲール（仏: après-guerre）とは「戦後派」を意味し、芸術・文学など文化面における新傾向を指す名称として、第一次世界大戦後の戦間期のフランスやアメリカ合衆国等で用いられ、第二次世界大戦後の日本でも用いられた。対義語のアヴァンゲール（仏: avant-guerre）も合わせて用いられた。フランス語では文字通り、前者は"戦後"、後者は"戦前"を意味する。
戦後に流行したファッションはアプレゲール・ファッションとも呼ばれていた。

## 名称
フランス語で après la guerre は「（ある特別な/特定の）戦争の後に」という意味の前置詞句であるが、前置詞 après（後に）と名詞 guerre（戦争） とをトレデュニオンでつないだ複合名詞 après-guerre は「戦後」という意味になる。英語訳は post-war era または post-war period。
また、après を avant（前に）に入れ替えた複合名詞 avant-guerre は、「戦前」を意味する（英訳は pre-war era/period）。

## 概要
元は、第一次世界大戦後のフランスで、既成の道徳・規範に囚われない文学・芸術運動が勃興したことを指す。他のヨーロッパやアメリカ合衆国などへもこの運動は波及している。
日本でも第一次世界大戦後の1920年代に大正デモクラシーと戦後恐慌の風潮の中で享楽的な都市文化が発達し、「エロ・グロ・ナンセンス」と呼ばれる風俗も見られた。しかし治安維持法が布かれた後は世界恐慌や第二次世界大戦へと至る流れの中で、こうした動きは徐々に圧殺されていった。
日本で省略形の「アプレ」という言葉が流行したのは第二次世界大戦後である。
一方で、彼らの様な思想の持ち主に対して古来からの価値観を守ろうと主張する勢力はアヴァンゲールと呼ばれ批判された。

## 日本におけるアプレゲール
アプレゲールという名前の流行のきっかけは1946年の野間宏の小説『暗い絵』に中村真一郎が「アプレゲール・クレアトリス」というコピーの帯を付けたことによるとされる。
戦後の日本にはアメリカを意識して、リーゼントにサングラスでアロハシャツを着た男性（アロハ族）、水玉やストライプのワンピースを着た女性が登場し、合わせてアプレ族と呼ばれるようになった。
当時は戦前の価値観・権威が完全に否定された時期であり、その後、既存の道徳観を欠いた無軌道な若者による犯罪が頻発し、彼らが起こした犯罪は「アプレゲール犯罪」と呼ばれるようになった。また徒党を組んで愚連隊を作り、治安を悪化させた。このような面も含めて、「アプレ」と呼ばれるようになった。社会学者の日高六郎によれば戦後のアプレゲールには戦前信じた天皇制イデオロギーの崩壊による挫折感から慣習に反発する上の世代のグループと、戦後の6・3制義務教育により自己主張の強さのある下の世代のグループが居たとされる。
1950年には朝鮮戦争が勃発し日本でも戦後の空気から戦前の空気へと近づいたが、アプレ族はその空気の中でアロハシャツを着ながらジャズの代わりに軍艦マーチを踊っていたという記録がある。その後、1953年に朝鮮戦争が休戦し、1956年にリーゼントではなく慎太郎刈りの太陽族が登場することとなる。

## 日本のアプレゲール犯罪
- 光クラブ事件（1949年11月24日） - 主犯は1923年生、事件当時26歳。
- 鉱工品貿易公団横領事件（1950年4月19日） - 「早船事件」「つまみ食い事件」とも呼ばれる。主犯は事件当時25歳。
- 金閣寺放火事件（1950年7月2日） - 犯人は1929年生、事件当時21歳。
- 日大ギャング事件（1950年9月22日） - 「オー・ミステーク事件」とも呼ばれる。主犯は事件当時19歳。
- 築地八宝亭一家殺人事件（1951年2月22日） - 主犯（逮捕直後に自殺したため推定）は事件当時25歳。
- バー・メッカ殺人事件（1953年7月27日） - 主犯は1929年生、事件当時24歳。
- カービン銃ギャング事件（1954年6月14日） - 主犯は事件当時28歳。